# تاریکی را بگیر
تاریکی را بگیر (به انگلیسی: Hold the Dark) فیلمی است در ژانر هیجانی، جنایی و معمایی به کارگردانی جرمی سالنی‌یر محصول ۲۰۱۸ آمریکا. میکن بلیر فیلمنامهٔ آن را بر اساس داستانی با همین نام از ویلیام جیرالدی نگاشته و جفری رایت، الکساندر اسکاشگورد، جیمز بج دیل و رایلی کیئو در آن به ایفای نقش پرداخته‌اند.
نخستین‌بار فیلم در ۱۲ سپتامبر ۲۰۱۸ در جشنواره بین‌المللی فیلم تورنتو به نمایش درآمد و در ۲۸ سپتامبر همان‌ سال توسط نت‌فلیکس منتشر شد.

## داستان
در پی ربوده‌ شدن چند کودک در دهکده‌ای سرخپوستی در آلاسکا، که گمان می‌رود توسط گرگ‌ها اتفاق افتاده باشد، مادر آخرین کودک ربوده‌ شده نامه‌ای به یک نویسنده و محقق رفتارِ گرگ‌ها به نام راسل کُر با بازی جفری رایت می‌نویسد و از او کمک می‌خواهد تا برای پیدا کردن گرگِ قاتلِ فرزندش به آنجا برود. کُر به دهکده می‌رود و به تعقیب گرگ‌ها می‌پردازد، ولی در کل مورد را غیرعادی می‌بیند. از آنسو پدر کودک که در عراق مشغول خدمت است در پی زخمی شدن به خانه بازگردانده می‌شود. کُر در بازگشت به روستا متوجه می‌شود کودکی که ادعا شده بوده توسط گرگ‌ها ربوده شده، در واقع به قتل رسیده‌است. کشف این اتفاق، پادرمیانی پلیس و کوشش برای انتقام، باقی وقایع پیچیدهٔ این فیلم را رقم می‌زنند.